# Press Pause
Press Pause is een nummer van de Belgische zangeres Laura Tesoro. Het is de tweede single van haar debuutalbum Limits, dat eind 2019 verscheen, en werd geschreven door Steven Vergauwen, Elias Näslin, Isabelle Gbotto, Philip Holmgren en de zangeres zelf. Tesoro zong het nummer voor het eerst tijdens haar album showcase in de Fnac in Leuven. Vervolgens stelde ze het nummer ook voor tijdens tv-shows, waaronder Het gala van de gouden K's. 